# Estadio Branko Čavlović-Čavlek
El estadio Branko Čavlović-Čavlek es un estadio de fútbol ubicado en Karlovac, Croacia. Fue inaugurado en 1975 y tiene una capacidad para 12 000 espectadores, siendo el estadio en el que disputa sus partidos el NK Karlovac 1919. El estadio fue renovado en 2009 y se celebró con un partido amistoso ante el Queens Park Rangers que ganó el Karlovac por 3-1.
El estadio fue nombrado en honor al futbolista de Karlovac Branko Čavlović.